# Сахалвашо
Сахалвашо (груз. სახალვაშო) — село в Грузії.
За даними перепису населення 2014 року в селі проживає 688 осіб.